# GP Андромеды
GP Андромеды (лат. GP Andromedae) — двойная звезда в созвездии Андромеды на расстоянии приблизительно 1685 световых лет (около 517 парсеков) от Солнца. Возраст звезды оценивается как около 1,2 млрд лет.

## Характеристики
Первый компонент (TYC 1739-1526-1) — белая пульсирующая переменная звезда типа Дельты Щита (DSCT) спектрального класса A3. Видимая звёздная величина звезды — от +11,13m до +10,53m. Масса — около 1,7 солнечной, радиус — около 1,72 солнечного, светимость — около 9,454 солнечных. Эффективная температура — около 7718 K.
Второй компонент (TYC 1739-1526-2) — жёлтая звезда спектрального класса G. Видимая звёздная величина звезды — +12,528m. Радиус — около 1,63 солнечного, светимость — около 2,471 солнечных. Эффективная температура — около 5664 K. Удалён на 11 угловых секунд. Имеет то же общее собственное движение и расстояние от Солнца (определённое параллаксом), что и первый компонент, но нет данных, что звёзды гравитационно связаны.